# Anyphaena alboirrorata
Anyphaena alboirrorata là một loài nhện trong họ Anyphaenidae.
Loài này thuộc chi Anyphaena. Anyphaena alboirrorata được Eugène Simon miêu tả năm 1878.